# Viaje (álbum de Mancha de Rolando)
Viaje es el sexto álbum de estudio de la banda de rock argentina Mancha de Rolando, publicado en marzo del año 2004, con la producción artística del guitarrista de G.I.T., Pablo Guyot.

## Descripción
Este álbum tuvo muy buenas críticas por parte de la prensa y gran difusión gracias a los cortes «Calavera», «Buscar» y «Arde la ciudad».
Entre los músicos invitados están los cuatro integrantes del grupo Los Tipitos.

## Contenido
El álbum contiene 10 canciones inéditas, y una canción reversionada del álbum Cabaña Elderly titulado «Viviendo allá II».
Como bonus track, el disco incluye videos oficiales de las canciones «Calavera» y «Buscar».

## Lista de canciones
Todas las canciones fueron compuestas por Manuel Quieto, excepto donde se indique.
1. «Viaje» – 1:56
2. «Calavera» – 3:32
3. «Buscar» – 3:12
4. «Arde la ciudad» – 4:12
5. «La marca del sol» – 3:34
6. «Dónde vamos» – 4:30
7. «Guerrero» – 3:18
8. «Viviendo allá II» – 3:17 (M. Quieto, F. Barreiro)
9. «Melodía simple» – 4:03
10. «Secuelas» – 3:56
11. «Renacer» – 5:00

- Bonus Track:
  - Videos de «Calavera» y «Buscar».

## Músicos
- Manuel Quieto — voz y guitarra.
- Franchie Barreiro — guitarra.
- Carlos Esteban Báez — bajo.
- Sebastián Cavaletti — batería.

Invitados
- Carlos Piegari — Slide en «Calavera».
- Pablo Guyot — Guitarra Beatle (1-2, 4, 6-9), y loops en «Calavera» y «Guerrero».
- Walter Piancioli ― Hammond (2-6, 9), y coros (2, 4, 6-7).
- Raúl Ruffino — Coros (2, 4, 6-7).
- Federico Bugallo y Pablo Tévez — Coros en «Dónde vamos» y «Guerrero».

## Datos técnicos
- Producción Artística: Pablo Guyot.
- Producción Ejecutiva: Mancha de Rolando, Alberto Moles y Pablo Guyot.
- Ingeniero de Grabación, Mezcla y Mastering: Andrés Mayo.
- Técnico de Baterías: Gustavo «Bolsa» González.
- Ingeniero de Guitarras y Equipos: Carlos Piegari y Juan Carlos Quirno.